# 1248
1248 (MCCXLVIII) je bilo prestopno leto, ki se je po julijanskem koledarju začelo na sredo.

## Dogodki

### Gibelini vs. gvelfi
- 18. februar - Bitka pri Parmi: oblegani gvelfi uničujoče premagajo vojsko rimsko-nemškega cesarja Friderika II., medtem ko se je ta predajal plemiški strasti - lovu na divjad. Po porazu se Friderik II., ki je v bitki izgubil še cesarsko zakladnico, umakne na Sicilijo. 1249 ↔
- Nemški protikralj Vilijem II. nadaljuje z obleganjem gibelinskega/štaufovskega Kaiserswertha, ki vztraja do konca leta. 
  - Vmes Vilijem II. osvoji Aachen, mesto, v katerem se kronajo nemški kralji, kar pomeni veliko psihološko in propagandno zmago za gvelfe.
- 1. november - Kronanje Vilijema II. za nemškega (proti)kralja. Moč štaufovcev je v severni in večini osrednje Nemčije zlomljena.

### Ostalo
- 4. januar - Po smrti portugalskega izobčenega kralja Sanča II. se njegov naslednik in de facto vladar Portugalske Alfonz III. da kronati za novega portugalskega kralja.
- 15. januar - Bitka pri Protvi: zmaga poganskih Litvancev proti Rusom. V bitki pade vladimirski veliki knez Mihael Horobrit. Nasledstvo pripade starejšemu bratu Andreju Jaroslaviču.
- 1. februar - Umrlega vojvodo Brabanta Henrika II. nasledi sin Henrik III.
- 26. april - Posvečena je kraljeva kapela Ludvika IX. La Sainte-Chapelle, Pariz.

- 15. avgust - Položen je temeljni kamen Kölnske katedrale, največje nemške katedrale, potem ko je isto leto bila v požaru uničena stara. Gradnja nove katedrale, ki presega finančne zmogljivosti malega mesta, je končana šele leta 1880, sicer pa je posvečena in v rabo dana leta → 1322.
- 28. avgust - Začetek sedme križarske vojne: francoska flota z več kot 15.000 vojščaki pod vodstvom kralja Ludvika IX. izpluje izpred Marseilla in prezimi na Cipru. Cilj odprave je Egipt. 1249 ↔
  - Za regentinjo Francije Ludvik IX. pooblasti kraljico-mater Blanko Kastiljsko.
- Umre almohadski kalif Al-Mutadid. Nasledi ga kalif Al-Murtada[1]. ↓  
  - 20. avgust → Politično praznino na almohadskem dvoru izkoristi marinidski sultan Abu Jahja, ki osvoji severnomaroško mesto Fes in spravi novega kalifa Almohadov, ki vlada zgolj prestolnici Marakeš z okolico, pod tributaren odnos.
- 24. november - S pobočja gore Mont Granier v francoskih Alpah se utrga kamnita gmota okoli 500 milijonov m³ skalovja, ki popolnoma uniči več vasi. Število smrtnih žrtev je čez 1000. 1348 ↔
- 22. december - Kastiljski kralj Ferdinand III. zavzame mavrsko Sevilijo, največje andaluzijsko mesto. Zavzetju ponovno sledi velik eksodus muslimanov v Granado in v severno Afriko.
  - Granadski emir Mohamed I. ibn Nasr, ki je sklenil tributaren mir s Kastiljci, začne z gradnjo kraljevske rezidenčne palače Alhambra, Granada.
- Badenski mejni grof Herman VI. se s poroko z Gertrudo Babenberško vključi v boj za avstrijsko nasledstvo. (Pre)močna rivala ima v češkem kralju Venčeslavu I. in madžarskem Béli IV. 1250 ↔
  - Upor češkega princa Otokarja II. proti očetu Venčeslavu I., ki premaga sinovo vojsko in nepokornega sina zapre. 1251 ↔
- Pribaltsko mesto Reval[2] prevzame zakone[3] mesta Lübeck, korak v postopnem oblikovanju trgovsko-politične zveze Hansa.
- Mesto Zwickau, Saška, Nemčija, sprejme uredbo o omejitvi dimnih izpustov iz kovačnic v samem mestu.
- Vrhovni mongolski kan Güyük in kan Zlate horde Batu se (ponovno) spreta. Ko se zdi spopad med njima že neizbežen Güyük Kan nepričakovano umre[4]. Regentstvo nad obširnim imperijem prevzame vdova Ogul Gajmiš. Klana Džočija in Toluja nasprotujeta ponovni investuri vrhovnega kana iz Ögedejevega klana. 1251 ↔
- Umrlega keltsko-vikinškega kralja otoka Man s Hebridi[5] Haralda Olafssona nasledi mlajši brat Rögnvaldr Olafsson. 1249 ↔
- Umrlega burgundskega grofa in vojvodo Meranije Otona III. (II.) iz hiše Andeških nasledi sestra Adelajda.

- Knez Ahaje Vilijem II. Villehardouinski zavzame še zadnjo bizantinsko eksklavo na Peloponezu utrdbo Monemvasija.
- Sholastični učenjak Bonaventura začne s pisanjem komentarjev k Lombardovim »Sentencam«.
- Albert Veliki je napoten na vseučilišče v Köln, njegov študent Tomaž Akvinski mu raje sledi, kot pa izbere papežovo ponudbo za opata Monte Cassina.

## Rojstva
Neznan datum
- Angela Folinjska, italijanska frančiškanska mistikinja, svetnica († 1309)
- Blanka Artoiška, navarska kraljica, grofica Lancaster († 1302)
- Grifina Hališka, velika vojvodinja-žena Poljske († okoli 1309)
- Izabela Aragonska, princesa, francoska kraljica († 1271)
- Jožef ben Abraham Gikatila, španski judovski mistik in rabin († 1305)
- Oton IV., burgundski grof († 1302)
- Peter Olivi, francoski frančiškanski menih, teolog in filozof († 1298)
- Robert II., burgundski vojvoda († 1306)

## Smrti
- 3. januar - Sančo II., portugalski kralj (* 1207)
- 1. februar - Henrik II., vojvoda Brabanta[6] (* 1207)
- 20. april - Gujuk, mongolski veliki kan (* 1206)
- 13. september - Kunigunda Švabska, češka kraljica (* 1200)

Nznan datum
- Al-Mutadid, almohadski kalif
- Al-Adil II., ajubidski sultan (* 1222)
- Andrieu Contredit d'Arras, francoski truver
- Ibn al-Baitar, španski muslimanski zdravnik, botanik, farmacevt (* 1197)
- Harald Olafsson, kralj otoka Man s Hebridi (* 1223)
- Oton III., burgundski grof, vojvoda Meranije (* 1208)
- Subedej, mongolski general (* 1176)